# Ambasciatori prussiani nel Regno Unito

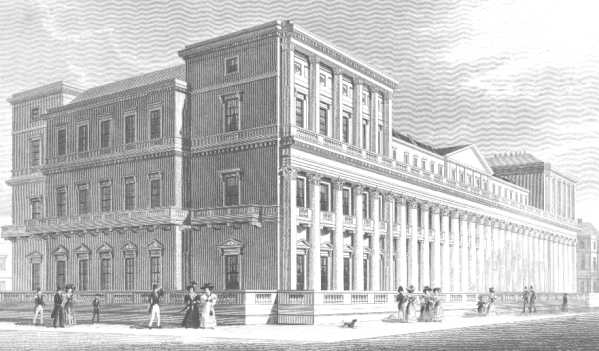
Carlton House Terrace, sede dell'ambasciata prussiana nel Regno Unito e poi sede dell'ambasciata tedesca

L'ambasciatore prussiano nel Regno Unito era il primo rappresentante diplomatico della Prussia nel Regno Unito (già regno di Gran Bretagna, già regno d'Inghilterra).
Le relazioni diplomatiche iniziarono ufficialmente nel 1651, dopo la pace di Vestfalia. Le relazioni britannico-prussiane, per lo più buone nei secoli XVII e XVIII, secolo furono guidate essenzialmente dalla comune fede religiosa protestante e dalla frequente cooperazione nelle grandi alleanze tra potenze europee. A differenza di quanto spesso è accaduto altrove, Gran Bretagna e Prussia non hanno mai rotto le relazioni diplomatiche ed esse rimasero attive sino alla costituzione della Confederazione Germanica del nord nel 1867 e poi dell'Impero tedesco nel 1871 quando le funzioni passarono all'ambasciatore tedesco nel Regno Unito.

## Elettorato di Brandeburgo
- 1651–1655:
- 1655–16??: Johann Friedrich Schlezer (1610–1673)
- 1659–1661: Daniel Weimann (1621–1661)
- 1660–1668: Christoph von Brandt (1630–1691)
- 1671–1675: Lorenz Georg von Krockow (1638–1702)
- 1675–1678: Otto von Schwerin (1645–1705)
- 1678–1682: vacante
- 1682–1685: Pierre de Falaiseau (1649–1726)[1]
- 1685–1686: Johann von Besser (1654–1729)
- 16??–16??: Wolfgang von Schmettau (1648–1711)
- 16??–1688: Samuel von Schmettau (1657–1709)[2]
- 1688–1697: Thomas Ernst von Danckelmann (1638–1709)[2]
- 1697–1698: Friedrich Bogislaw Dobrženský von Dobrženitz, Chargée d'affaires[2]
- 1698–1699: Cristoforo I di Dohna-Schlodien (1665–1733)
- 1700–1700: David Ancillon der Jüngere (1670–1723)

## Regno di Prussia
- 1702–1710: Ezechiel Spanheim (1629–1710)[3]
- 1711–1712: Johann August Marschall von Bieberstein († 1736)
- 1712–1719: Louis Frederick Bonet (1670–1761)
- 1719–1726: Johann Christoph Julius Ernst von Wallenrodt (1670–1727)
- 1726–1730: Benjamin Friedrich von Reichenbach (1697–1750)
- 1730–1733: Christoph Martin von Degenfeld-Schonburg (1689–1762)
- 1733–1737: Caspar Wilhelm von Borcke (1704–1747)
- 1737–1742: vacante
- 1742–1744: Karl Wilhelm Finck von Finckenstein (1714–1800)
- 1744–1748: vacante
- 1748–1750: Joachim Wilhelm von Klinggräff (1692–1757)
- 1750–1758: Abraham Louis Michell, Chargée d'affaires (1712–1782)
- 1758–1760: Dodo Heinrich zu Innhausen und Knyphausen (1729–1789)
- 1760–1764: Abraham Louis Michell (1712–1782)

...
- 1773–17??: Joachim Carl von Maltzan (1733–1813)
- 1780–1788: Spiridion von Lusi (1741–1815)
- 1788–1790: Philipp Karl von Alvensleben (1745–1802)
- 1790–1792: Sigismund Ehrenreich Johann von Redern (1761–1841)
- 1792–1807: Constans Philipp Wilhelm von Jacobi-Klöst (1745–1817)
- 1807–1815: vacante
- 1815–1817: Constans Philipp Wilhelm von Jacobi-Klöst (1745–1817)
- 1817–1818: Wilhelm von Humboldt (1767–1835)
- 1818–1821: vacante
- 1821–1824: Heinrich von Werther (1772–1859)
- 1824–1827: Bogislaw von Maltzan (1793–1833)
- 1827–1841: Heinrich von Bülow (1792–1846)
- 1841–1854: Christian Karl Josias von Bunsen (1791–1860)
- 1854–1861: Albrecht von Bernstorff (1809–1873)
- 1861–1862: vacante
- 1862–1867: Albrecht von Bernstorff (1809–1873)

1867: Chiusura dell'ambasciata